# Latécoère 290
Латекоер 290 (фр. Latécoère 290, деколи скорочують до Late 290) — одномоторний торпедоносець-гідроплан виробництва французької авіакомпанії Latécoère міжвоєнного періоду. Створений на основі цивільного поштового літака, мав посередні характеристики і до початку Другої світової застарів, але обмежено використовувався.

## Історія
В 1930 році на фірмі Latécoère почалась розробка торпедоносця Late 290, на базі успішного почтового літака Latécoère 283. Прототип Late 290.01 з двигуном HS 12Nbr потужністю 650 к.с. випробовувався з початку 1931 року. Спочатку він оснащувався колісним шасі, дещо пізніше і на поплавковому. 18 жовтня 1932 року був готовий другий прототип. а в кінці року почалось серійне виробництво. До 1934 року було виготовлено 30 літаків.
Літак оснащувався трьома 7,5-мм кулеметами — одним курсовим, і двома в кабіні стрільця, а також міг переносити дві 150 кг бомби, або одну 670 кг торпеду.

## Історія використання
Літаки Late 290 надійшли на озброєння двох торпедоносних ескадрилей, але до початку Другої світової були виведені в резерв. В кінці серпня 1939 року 4 літаки були розконсервовані і передані новоствореній ескадрильї 1S2, яка мала патрулювати Ла-Манш. В середині травня 1940 року вони здійснили декілька атак проти кораблів противника. Після підписання перемир'я всі Late 290 були списані.

## Тактико-технічні характеристики

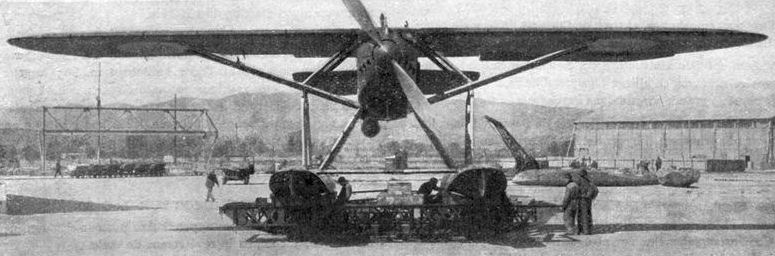
Latécoère 290 вигляд спереду.

Дані з Ударная авиация Второй Мировой — штурмовики, бомбардировщики, торпедоносцы

### Технічні характеристики
- Довжина: 14,48 м
- Висота: 5,55 м
- Розмах крила: 19,25 м
- Площа крила: 58,2 м²
- Маса порожнього: 2993 кг
- Маса спорядженого: 4800 кг
- Двигун: Hispano-Suiza 12Nbr
- Потужність: 650 к. с.

### Льотні характеристики
- Максимальна швидкість: 211 км/год
- Практична стеля: 4100 м
- Час підйому на 1500 м: 7 хв. 37 c.

### Озброєння
Кулеметне
- 1 × 7,5-мм курсовий синхронний
- 2 × 7,5-мм кулемет в верхній турелі

Бомбове
- 2 × 150 кг бомб або
- 1 × 670 кг торпеда

## Оператори
Франція
- Aéronavale[en]
  - Escadrille 1S2 (Шербур, 1939)
  - Escadrille 1T1 (Шербур, 1935)
  - Escadrille 4T1 (Берр, 1934)